# Никитин, Арсений Павлович
Арсений Павлович Никитин (1913—1989) — советский лётчик дальнебомбардировочной авиации в годы Великой Отечественной войны, Герой Советского Союза (15.05.1946). Подполковник.

## Биография
Арсений Никитин родился 12 января 1913 года в городе Каинске (ныне — Куйбышев Новосибирской области). В 1925 году вместе с семьёй переехал в Лысьву, где окончил семь классов школы и школу фабрично-заводского ученичества. С 1931 года работал в инструментальном цехе Лысьвенского металлургического завода: слесарь-лекальщик, бригадир, мастер слесарно-лекального передела. Одновременно занимался в планёрном кружке местного отделения Осоавиахима.
В августе 1934 года добровольно пошёл на службу в Рабоче-крестьянскую Красную Армию. В 1937 году окончил Оренбургскую военную авиационную школу лётчиков и лётнабов. Служил в Забайкальском военном округе. С августа 1941 года — на фронтах Великой Отечественной войны. Воевал командиром корабля в составе 250-го тяжелобомбардировочного авиационного полка, 4-го гвардейского авиационного полка дальнего действия, 338-го авиационного полка дальнего действия, 338-го бомбардировочного авиационного полка. Участвовал в оборонительной операции войск Крымского фронта на Керченском полуострове, в Сталинградской битве, наступательных операциях на Северном Кавказе и Таманском полуострове, в битве за Днепр, завершил войну участием в Берлинской наступательной операции. 
К концу войны майор Арсений Никитин был заместителем командира 338-го бомбардировочного авиаполка 12-й бомбардировочной авиадивизии 3-го гвардейского бомбардировочного авиакорпуса 18-й воздушной армии. К тому времени он совершил 218 боевых вылетов на бомбардировку скоплений боевой техники и живой силы противника, его важных объектов, а также на ряд особо сложных специальных заданий (воздушную разведку, подсветку целей, наведение). Штурманом в его экипаже был Герой Советского Союза Сергей Черепнёв.
Указом Президиума Верховного Совета СССР от 15 мая 1946 года за «образцовое выполнение боевых заданий командования на фронте борьбы с германским фашизмом и проявленные при этом отвагу и геройство» майор Арсений Никитин был удостоен высокого звания Героя Советского Союза с вручением ордена Ленина и медали «Золотая Звезда» за номером 3761.
После окончания войны продолжил службу в Советской Армии. В 1953 году он окончил Высшие лётно-тактические курсы. В 1957 году в звании подполковника Никитин был уволен в запас. Проживал и работал в Барановичах. Скончался 25 июня 1989 года.

## Память
- Почётный гражданин города Барановичи (1975)[3]
- В честь Никитина названа улица в Барановичах (2008)
- Бюст Героя установлен на Аллее Героев Мемориала Славы в Лысьве[1]
- Мемориальная доска установлена на здании инструментального цеха Лысьвенского металлургического завода, в котором он работал (1967).

## Награды
- Герой Советского Союза (15.05.1946)
- Два ордена Ленина (18.08.1945, 15.05.1946)
- Три ордена Красного Знамени (18.08.1942, 14.01.1943, 5.11.1954)
- Два ордена Отечественной войны 1-й степени (30.05.1943, 11.03.1985)
- Орден Красной Звезды (15.11.1950)
- Медаль «За боевые заслуги» (3.11.1944)
- Медаль «За оборону Ленинграда»
- Медаль «За оборону Сталинграда»
- Медаль «За оборону Кавказа»
- Медаль «За взятие Берлина»
- Медаль «За взятие Кенигсберга»
- Другие медали[1]